# NGC 3366
NGC 3366 é uma galáxia espiral barrada (SBb) localizada na direcção da constelação de Vela (constelação). Possui uma declinação de -43° 41' 37" e uma ascensão recta de 10 horas, 35 minutos e 08,1 segundos.
A galáxia NGC 3366 foi descoberta em 15 de Março de 1836 por John Herschel.